# لیاسکووتس
لیاسکووتس شهری در استان ولیکو ترنوو کشور بلغارستان است که جمعیت آن در سال ۲۰۰۱ میلادی ۹٬۱۰۹ نفر بوده‌است.